# カタリーナ・シュラット

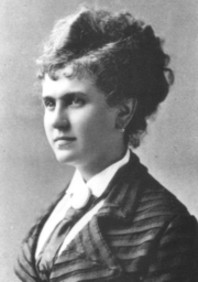
カタリーナ・シュラット

カタリーナ・シュラット（Katharina Schratt，1853年9月11日 - 1940年4月18日）は、オーストリア皇帝フランツ・ヨーゼフ1世の友人。

## 生涯

### 女優カタリーナ
カタリーナは1853年にウィーン近郊の都市バーデンで食料雑貨商の娘に生まれた。
彼女は舞台女優になり、1872年にベルリンの王宮劇場で初舞台に立った。1873年12月2日にカタリーナは、フランツ・ヨーゼフの即位25周年を記念してブルク劇場で催された観劇会で『じゃじゃ馬ならし』の舞台に立っていた。この舞台で、当時20歳だったカタリーナの演技を見たフランツ・ヨーゼフは、彼女に関心を持ったという。しかし、この時はまだフランツ・ヨーゼフは、彼女の1ファンに留まり、カタリーナの方も、この後10年間はウィーンを離れ、ベルリン、サンクトペテルブルクで活動していた。1879年、カタリーナはハンガリー貴族のキス・フォン・イッテベ男爵ニコラウスと結婚し、翌年には息子のアントンを出産した。やがて夫とは別居し、アントンを引き取り、女優活動を続けた。1883年の秋に、ウィーンのブルク劇場に専属女優として雇われる。そのデビューが、ビルヒ・ファイファー作『村と町』の純情娘役で、これが大当たりし、間もなく皇帝家にもその評判が届いた。それから彼女は、フランツ・ヨーゼフと謁見した。

### 皇后エリーザベトの計らい
1885年8月25日、オーストリア皇帝夫妻はモラヴィアの小都市クロミェルジーシュで、ロシア皇帝アレクサンドル3世と皇后マリヤの2人と、オロモウツ大司教の城館で会見した。この会見の狙いは、バルカン情勢を討議し、両国の友好を図るのが狙いだったが、難航しそうな気配であった。そのため、オーストリア側は場の雰囲気を和らげようと寸劇の上演を企画し、カタリーナを含むブルク劇場の役者4人を同伴していた。会見後、余興に名優達の達者な芸が披露され、その後で晩餐会が催された。彼らはその席にも招待され、そこで初めてエリーザベト皇后はカタリーナを紹介された。エリーザベトは彼女に好意を抱いた。先刻から夫のフランツ・ヨーゼフがカタリーナを眺めてうっとりとしているのに気付いたエリーザベトはこの時、2人の仲を取り持ち、彼らを親しくさせてあげようと思いついた。この日の会見は結局目ぼしい成果がないまま終わったが、クロミェルジーシュでカタリーナと過した2日間は、フランツ・ヨーゼフにとって忘れがたいものとなったという。
1886年、エリーザベトは早速自分の思いつきを実行に移し、カタリーナの肖像画を宮廷画家のハインリヒ・フォン・アンゲリに描かせた。そしてその肖像画をフランツ・ヨーゼフに贈る事にしたが、製作中の画家のアトリエで2人が鉢合わせするように取り計らった。5月21日、エリーザベトに付き添われてフランツ・ヨーゼフがアトリエを訪れると、カタリーナ本人がモデルとして座っていた。そんな話は事前に何一つ聞かされていなかったフランツ・ヨーゼフとカタリーナは驚いたが、エリーザベトが積極的に後押ししてくれたため、フランツ・ヨーゼフは、ばつの悪さを感じずにすみ、こうしてエリザベート公認の、2人の不思議な友達付き合いが始まった。フランツ・ヨーゼフの方は､カタリーナに恋愛感情のようなものを持っていたと思われるが、2人の付き合いは最後まで友情的なものに留まる。

### 公認の交際
1886年の7月、フランツ・ヨーゼフは初めて、カタリーナを貸し別荘ヴィラ・フラウエンシュタインに訪ねた。彼から報告を聞いたエリーザベトは後日、自分も娘のマリー・ヴァレリーを連れてそこを訪れ、こうして2人の交際は皇帝家公認の事実となった。この時フランツ・ヨーゼフには、1875年に知り合ったアンナ・ナホフスキーという愛人がいたが、この1886年からカタリーナとの交流が深まるにつれて、彼の気持ちはカタリーナへと移っていった。フランツ・ヨーゼフは、2年後の1888年まで、何度かカタリーナの別荘を訪れた。
1888年の8月、今度はカタリーナがバート・イシュルの、カイザー・ヴィラに招待された。皇帝夫妻はカタリーナにこの別荘の内外を案内し、3人で楽しいひと時を過した。両親と共に別荘に来ていたマリー・ヴァレリーはまだ割り切れないものを感じていたが、カタリーナが母とは違うタイプの女性で、飾り気がなく、深い思いやりを持ったすばらしい女性であり、彼女との交際が父にとって大変ありがたいものとなっている事は、認めざるをえなかった。
エリーザベトは、シェーンブルン宮殿にもよくカタリーナを招待した。フランツ・ヨーゼフは、エリザベートに対するのと同様に、カタリーナに対しても大変に気前がよかった。街中に住居を世話してやった上に、シェーンブルン宮殿のそばにもこぢんまりとした別宅を用意してやった。他にも、アクセサリー、ドレス、家具などをふんだんに贈ったのはもちろん、年間手当として約3万グルデンを自由に使わせた。エリーザベトは、旅先にあってもカタリーナの事をよく気にかけていたらしい。自分の方からは鉱泉地を紹介したり、各種の療法を勧めたりし、その代わりにカタリーナの近況を絶えず知りたがった。フランツ・ヨーゼフは妻には何一つ隠し立てせず、カタリーナと2人で散歩や外出した事や、今度の芝居の役、病気はもちろん、彼女の体調の細々とした変化まで報告した。フランツ・ヨーゼフの妻エリーザベトが取り持ち、公認している、この3人の不思議な関係は、マリー・ヴァレリーだけでなく、カタリーナの息子のアントンをも困惑させたという。

### エリーザベトのからかい
しかし、カタリーナに好意を抱き、彼女に対して親切だったエリーザベトだが、カタリーナに対して心底好意を抱いてはいなかったらしい。彼女のその気持ちは、例えば肉付きの良かった彼女をからかう
『慰め』
ほらほら来たわよ　おデブの天使が　夏に薔薇持って　我慢なさいな　オベロンさん、そんなやけは起こすんじゃないの！
彼女　バター桶を運んできて　バターを作ってもらってる　コニャックなんか髪にふりかけ　あげくには乗馬まで習ってる　
お腹を縛ってコルセットに入れたら　みんなバリッと破けちゃうわ　それでも背筋をしゃんと伸ばして　他にもいろいろ猿真似するのね　
隅から隅まで繊細・上品なゼラニウムのお家にいるとティタニア（エリーザベト）そっくりになった気がするんでしょ
哀れなおデブのシュラットさん
という詩や、カタリーナに夢中のフランツ・ヨーゼフをもからかう
『夕方のお散歩』
五十八回の冬が　あなたの頭上を　跡形もなく過ぎ去ったはずはない　現にふさふさしていた金髪の髪はとうにはげてしまったもの　
五十八年という歳月は　飾りのほおひげも白くした　夕日を受けて　それが純銀さながら　ただ光ってる
でもあなたは　その夕日を浴び　うれしそうに悠々と歩んでくる　あなたのために今日は日没が遅れるよう　願うとしましょう　
せっかく連れ立っているんだもの　あなたの心の女王様が　あれはタレイアの優しい娘　あなたがぞっこんまいった人
五十八回の冬が　あなたの心を　跡形もなく通り過ぎたはずがない　今日五月　恋のカッコウさながら　心は高鳴っているに違いない
という詩にも表されている。

### 皇帝の慰め
1889年、1月30日､ルドルフ皇太子がマリー・ヴェッツェラとマイヤーリンクで心中した後には、カタリーナはすぐさま皇帝夫妻の許に駆けつけ、2人にお悔やみを言った。弟マクシミリアン、息子ルドルフと、フランツ・ヨーゼフに肉親の悲劇の死が相次いだが、1898年9月10日には、エリーザベトがジュネーヴで無政府主義者ルイジ・ルケーニに暗殺された。フランツ・ヨーゼフは、今のスイスには無政府主義者が多く潜伏しているとして、エリーザベトがスイスに旅行に行く事を止めていたのだった。
エリーザベトが暗殺された当日、カタリーナは、ザルツブルク州山間部のツェル・アム・ゼーで静養中だったが、エリーザベト暗殺の知らせを聞くとすぐにウィーンにとって返した。フランツ・ヨーゼフはカタリーナに深く感謝し、「かけがえのない友！　帰って来て下さり、どうもありがとう。故人をしのぶ話し相手として、あなたの他に誰がいるでしょう。11時からお待ちしておりますので、どうぞ庭を通らず、私の続き部屋を通ってお越しください。ではまた、あなたのフランツ・ヨーゼフ」という電報を打っている。エリーザベトの形見としてカタリーナは、金製の聖ゲオルギウス記念メダルが付いたブローチを賜った。エリーザベトの死後もフランツ・ヨーゼフとカタリーナ・シュラットの付き合いは続き、カタリーナは苦労の多い孤独な皇帝を労わり、慰めた。晩年のフランツ・ヨーゼフの楽しみは、シェーンブルン宮殿にあった旧オランダ庭園の敷地内にある、棕櫚園をカタリーナ・シュラットと連れ立って見て回る事だった。1916年11月16日にはフランツ・ヨーゼフが死去する。
カタリーナ・シュラットは1940年に死去した。